# Pat Morita
Noriyuki "Pat" Morita (森田紀之 Morita Noriyuki) (Isleton, 28 de junho de 1932 – Las Vegas, 24 de novembro de 2005) foi um ator e comediante nipo-americano, mais conhecido pelos papeis de Arnold na série Happy Days e Sr. Miyagi na franquia The Karate Kid, pelo qual foi indicado ao Oscar de melhor ator coadjuvante em 1985.

## Biografia
Morita nasceu em Isleton, California, filho de imigrantes japoneses; o pai era um empresário dono de uma loja de presentes na Chinatown. Morita desenvolveu tuberculose espinhal aos dois anos, passando assim a maior parte dos próximos nove anos nos hospitais da Califórnia — imobilizado na maior parte do tempo lhe foi dito que nunca caminharia — incluindo o Shriners Hospital (São Francisco), onde passou por tratamento experimental de enxerto ósseo, alcançando melhora significativa. Frequentemente sozinho, o jovem Morita fazia fantoches de meias para se divertir. Ele atuou nas ruas algumas vezes, ganhando um dinheiro extra.
Depois que um cirurgião ligou quatro vértebras em sua coluna, Noriyuki finalmente aprendeu a andar aos 11 anos. Nesta época, sua família nipo-americana foi enviada à um campo de concentração, detidos durante a II Guerra Mundial. Sendo transportado do hospital diretamente ao campo do rio Gila no Arizona para unir-se a eles, onde conheceu um padre católico do qual ele posteriormente tomaria seu nome artístico "Pat". Por algum tempo após a guerra, a família gerenciou o "Ariake Chop Suey", um restaurante em Sacramento. O adolescente "Nori" iria entreter seus clientes com piadas e servir como mestre de cerimônias para jantares (habilidades que desenvolveu durante as internações nos hospitais).
Noriyuki formou-se na Armijo High School, em Fairfield. Logo em seguida mudou-se novamente para a área de Sacramento, onde tomou um emprego na Aerojet-General, uma companhia aeroespacial que desenhava e manufaturava motores de foguetes.

## Carreira

### Na comédia
Somente após subir ao cargo de chefe do departamento de operações computacionais na companhia aeroespacial, é que Morita, já casado, pai e bastante obeso, decidiu que havia tomado o caminho errado na vida. Então demitiu-se e tornou-se um comediante stand-up. Frequentemente chamado de The Hip Nip, tornou-se um membro de uma trupe de comédia de improviso "The Groundlings".

### No cinema
Seu primeiro papel em filme foi um capanga estereotípico em Thoroughly Modern Millie (1967). Ele também atuou como o Vice-almirante "Ryunosuke Kusaka", no filme Midway em 1976. Depois, um papel recorrente como o Capitão do Exército sul-coreano "Sam Pak" na série M*A*S*H o ajudou a avançar em sua carreira de ator comediante.
Ele também teve um papel recorrente na sitcom Happy Days como Matsuo "Arnold" Takahashi, dono do restaurante Arnold's. Depois da primeira temporada (1975–1976), ele deixou a série para estrelar como o inventor Taro Takahashi em seu próprio show, Mr. T and Tina, a primeira série asiático-americana na rede de TV estadunidense, colocada aos sábados à noite na rede ABC, mas foi rapidamente cancelada após um mês no outono de 1976. Em 1977, Morita estrelou no breve Blansky's Beauties como Arnold. Morita eventualmente retornou a Happy Days, reprisando seu papel na temporada de 1982–1983. Apareceu em um episódio de The Odd Couple, e também teve um papel recorrente na série da NBC Sanford and Son em meados de 1970, como um chefe de cozinha japonês chamado "Ah Chew".
Morita ganhou fama mundial como o sábio professor de karatê Nariyoshi Miyagi que ensinou o jovem "Daniel-san" (Ralph Macchio) em The Karate Kid, um filme que incluiu a famosa citação "Pra cima, pra baixo" e também ensinou a jovem "Julie-san" (Hilary Swank) em The Next Karate Kid. Entretanto, na vida real ele não sabia karatê e falava inglês fluentemente. Por este papel, foi indicado ao Oscar de melhor ator coadjuvante bem como o Golden Globe de melhor ator coadjuvante e atuou novamente como Sr. Miyagi em três sequências. Apesar de vir usando o nome de "Pat Morita" por anos, o produtor Jerry Weintraub sugeriu que Pat fosse creditado com seu nome real para soar mais "étnico'.
Morita atuou como Tommy Tanaka no filme para TV Amos (pelo qual foi indicado para o Golden Globe Award e o Emmy Award), estrelando Kirk Douglas. Ele então estrelou como o personagem título num programa de detetive da ABC Ohara, que foi ao ar em 1987 e terminou um ano depois devido à baixa audiência. Ele então escreveu e estrelou no filme sobre a II Guerra Mundial Captive Hearts (1987).
O ator "Pat" Morita também atuou em 1999 no filme Inferno como Jubal Early, ao lado do astro Jean Claude Van Damme. Mais tarde em sua carreira, Morita estrelou um seriado na Nickelodeon The Mystery Files of Shelby Woo teve um papel recorrente na comédia The Hughleys. Ele também atuou em um episódio de Um Amor de Família, estrelou o curta, Talk To Taka, de certa maneira reprisando seu papel de Arnold, com um chef de sushi que dá conselhos para quem o escutar. Em 1998, Morita dublou a voz do Imperador da China na 36ª animação da Disney Mulan e reprisou o papel em Kingdom Hearts II e Mulan II, uma sequência direct-to-video.
Morita fez uma aparição na música "Movies" de Alien Ant Farm (2001), parodiando seu papel em The Karate Kid. De certa maneira, ele também reprisaria este papel na série animada Robot Chicken. No episódio S&M Present, assume-se que ele é o Sr. Miyagi, mas ele imediatamente nega dizendo "Em primeiro lugar, eu sou Pat *expletivo* Morita, seu *expletivo*!" Ele ensina karatê a Joey Fatone para derrotar os capangas da Yakuza que mataram os outros membros do 'N Sync.
Um dos últimos papéis de Morita foi como Mestre Udon no episódio "Ilha do Karate" da série Bob Esponja. O episódio foi dedicado a ele após a sua morte 6 meses depois da primeira veiculação. Um de seus últimos papéis em filmes foi no filme independente Only the Brave (2005), sobre o "442º Regimento de Infantaria" dos EUA, onde ele interpreta o pai do ator principal (e diretor) Lane Nishikawa. Seu último filme foi Royal Kill que também estrelou Eric Roberts, Gail Kim, e Lalaine e foi dirigido por Babar Ahmed.
Na vida real, Morita falava inglês com um sotaque americano, mas frequentemente era elencado para um sotaque japonês ou coreano.

## Morte
Morita morreu de insuficiência renal em 24 de novembro de 2005, aos 73 anos, em sua casa em Las Vegas (Nevada). Após ser cremado, suas cinzas foram colocadas no Palm Green Valley Mortuary and Cemetery.

## Prêmios e indicações
| Ano  | Prêmio                   | Categoria                                          | Indicação               | Resultado | Ref.        |
| ---- | ------------------------ | -------------------------------------------------- | ----------------------- | --------- | ----------- |
| 1985 | Óscar                    | Melhor Ator Coadjuvante                            | The Karate Kid          | Indicado  | [ 9 ] [ 2 ] |
| 1985 | Prêmio Globo de Ouro     | Melhor Ator Coadjuvante em Cinema                  | The Karate Kid          | Indicado  | [ 10 ]      |
| 1986 | Prêmio Globo de Ouro     | Melhor Ator Coadjuvante em Televisão               | Amos                    | Indicado  | [ 11 ]      |
| 1986 | Prêmio Emmy do Primetime | Melhor Ator Coadjuvante em Minissérie ou Telefilme | Amos                    | Indicado  | [ 12 ]      |
| 1989 | Framboesa de Ouro        | Pior Ator Coadjuvante                              | The Karate Kid Part III | Indicado  | [ 13 ]      |

## Filmografia
Segue a lista de atuações:
| Ano  | Título                                  | Papel                     |
| ---- | --------------------------------------- | ------------------------- |
| 1967 | Positivamente Millie                    | Number Two                |
| 1972 | Columbo (temporada 2)                   | Dr. Benson                |
| 1975 | Happy Days (temporada 3 e 4)            | Matsuo 'Arnold' Takahashi |
| 1976 | Happy Days (temporada 3 e 4)            | Matsuo 'Arnold' Takahashi |
| 1977 | Starsky & Hutch (temporada 3)           | Jewelry Store Owner       |
| 1977 | O Barco do Amor (temporada 1)           | Tycoon e Vincent          |
| 1977 | O Incrível Hulk (temporada 2)           | Fred                      |
| 1981 | Magnum, P.I. (temporada 2)              |                           |
| 1982 | Trapalhões do Futuro                    | Embaixador Chinês         |
| 1983 | Happy Days (temporada 11)               | Arnold                    |
| 1984 | The Karatê Kid                          | Sr. Kesuke Miyagi         |
| 1985 | Amos                                    | Tommy Tanaka              |
| 1986 | Karatê Kid 2, a Hora da Verdade         | Sr. Kesuke Miyagi         |
| 1989 | Karatê Kid 3 - O Desafio Final          | Sr. Kesuke Miyagi         |
| 1992 | Lua-de-mel a Três                       | Mahi Mahi                 |
| 1992 | A Praia dos Desejos                     | Gus                       |
| 1993 | Karatê Kid 4 - A Nova Aventura          | Sgt. Kesuke Miyagi        |
| 1993 | Até as Vaqueiras Ficam Tristes          | Chink                     |
| 1993 | American Ninja 5: O Pequeno Ninja       | Tetsu                     |
| 1994 | Um Maluco no Pedaço (temporada 5)       | Sr. Yoshi                 |
| 1995 | Viajantes do Futuro                     | Isaiah                    |
| 1995 | Married... with children (temporada 10) | Sr. Shimokawa             |
| 1995 | Assassinato por Escrito (temporada 12)  | Akira Hitaki              |
| 1996 | Duro de Espiar                          | Brian (garçon)            |
| 1997 | Family Matters - Temporada 9            | Tanaka                    |
| 1998 | The Outer Limits - Temporada 4          | Dr Michael Chen           |
| 1998 | Mulan                                   | Imperador da China (voz)  |
| 1999 | Inferno                                 | Jubal Early               |
| 2000 | S.O.S. Malibu - Temporada 11            | Hideki Tanaka             |
| 2000 | Brother - A Máfia Japonesa Yakusa       |                           |
| 2001 | Shadow Fury                             | Dr. Oh                    |
| 2001 | O Centro do Mundo                       | Taxi Driver               |
| 2004 | Mulan 2 - A Lenda Continua              | Imperador da China (voz)  |
| 2004 | Elvis Ainda Não Morreu                  |                           |
| 2005 | A Intocável                             | Sr. Sakata                |